# Unione Sportiva Biellese 1920-1921
Questa voce raccoglie le informazioni riguardanti l'Unione Sportiva Biellese nelle competizioni ufficiali della stagione 1920-1921.

## Rosa
| N. |                   | Ruolo | Calciatore          |
| -- | ----------------- | ----- | ------------------- |
|    | Italia (bandiera) | P     | Bertoldo            |
|    | Italia (bandiera) | P     | Galdino             |
|    | Italia (bandiera) | D     | Gherso              |
|    | Italia (bandiera) | D     | Federico Thedy      |
|    | Italia (bandiera) | D     | Finotto I           |
|    | Italia (bandiera) | C     | Lora                |
|    | Italia (bandiera) | C     | Meola               |
|    | Italia (bandiera) | C     | Alessandro Roasio I |
|    | Italia (bandiera) | C     | Fiore               |

| N. |                   | Ruolo | Calciatore             |
| -- | ----------------- | ----- | ---------------------- |
|    | Italia (bandiera) | C     | Gili                   |
|    | Italia (bandiera) | C     | Aliberti               |
|    | Italia (bandiera) | A     | Motta II               |
|    | Italia (bandiera) | A     | Chiabotto              |
|    | Italia (bandiera) | A     | Ernesto Borel          |
|    | Italia (bandiera) | A     | Gariglio II            |
|    | Italia (bandiera) | A     | Gaia                   |
|    | Italia (bandiera) | A     | Corrado Guglielminotti |
|    | Italia (bandiera) | A     | Bersano                |

## Risultati

### Prima Categoria

#### Girone B piemontese

##### Girone di andata
| Arbitro: | Massa (Torino) |

|                                                                          |           |  |
| Zanlungo 15’ (aut.) Motta II Guglielminotti Gariglio Chiabotto ?’ (rig.) | Marcatori |  |

| Arbitro: | Varetto (Torino) |

|                |           |                                                  |
| Guglielminotti | Marcatori | ?’, ?’ Papa III Baloncieri ?’, ?’ Bay I Vercelli |

| Valenza 7 novembre 1920 3ª giornata | Valenzana         | 0 – 0 | Biellese | \| Arbitro: \| Cabiati[1] (Valenza) \| |
| Arbitro:                            | Cabiati (Valenza) |       |          |                                        |

| Arbitro: | Cabiati (Valenza) |

|                                     |           |  |
| Riccio 37’ Bertinotti 39’ Lenti 83’ | Marcatori |  |

| Arbitro: | Portigliatti (Torino) |

|                                                                       |           |           |
| Rampini II 30’, 62’ Milano III 43’ (rig.) Rampini III 73’ Borello 81’ | Marcatori | 35’ Motta |

##### Girone di ritorno
| Torino 30 gennaio 1920 6ª giornata | Amatori Torino | 0 – 2 A tav. | Biellese |  |

| Alessandria 2 gennaio 1921 7ª giornata | Alessandria | 2 – 0 A tav. | Biellese | Campo degli Orti |

| Arbitro: | De Marchi (Torino) |

|                              |           |                    |
| Gariglio 7’, 50’ Bersano 15’ | Marcatori | 30’ (rig.) Benaldi |

| Arbitro: | Canestrini (Novara) |

|                    |           |              |
| Chiabotto 25’, 85’ | Marcatori | 48’ Patrucco |

| 23 gennaio 1921 10ª giornata | Biellese | 2 – 0 A tav. | Pro Vercelli |  |